# Alois Glück

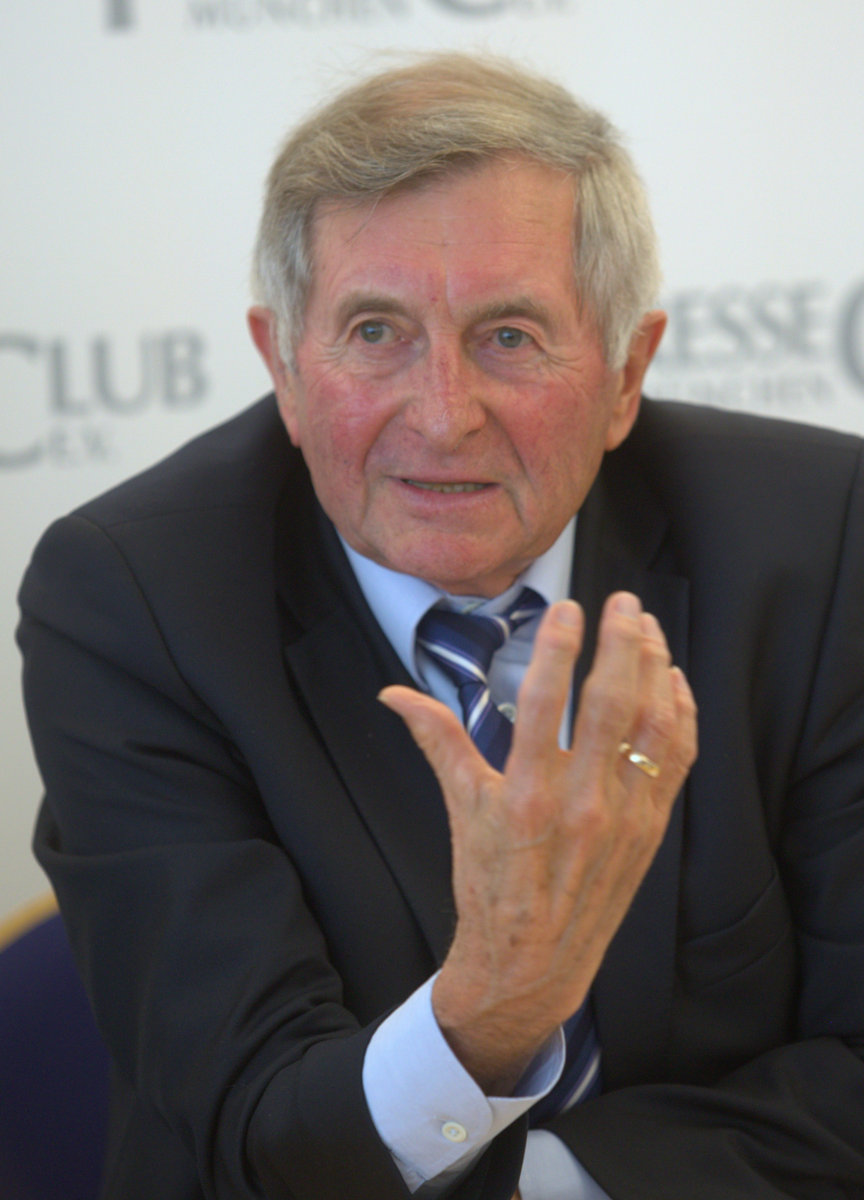
Alois Glück (2017)

Alois Glück (* 24. Januar 1940 in Hörzing, Gemeinde Traunwalchen, Landkreis Traunstein; † 26. Februar 2024 in München) war ein deutscher Politiker der CSU. Er war Landtagsabgeordneter sowie von 2003 bis 2008 Präsident des Bayerischen Landtags. Außerdem war er von 2009 bis 2015 Vorsitzender des Zentralkomitees der deutschen Katholiken.

## Leben

### Ausbildung
Alois Glück wuchs auf einem Bauernhof in Hörzing mit zwei Schwestern auf. Sein Vater fiel am 7. Juni 1944 in der Normandie bei La Cambe.
Ab 1957 arbeitete Alois Glück auf dem elterlichen Hof mit und übernahm mit 17 Jahren die Leitung des Bauernhofes. Er besuchte die Landwirtschaftsschule und war gelernter Landwirt. Von 1964 bis 1971 war er Landessekretär der Katholischen Landjugendbewegung Bayerns, er bildete sich in dieser Zeit zu den Themen Jugend- und Erwachsenenbildung sowie im Bereich Journalismus fort. Ein Themenschwerpunkt Glücks war die Neuausrichtung der Agrarpolitik in Bayern auf der Basis der überbetrieblichen Zusammenarbeit. Von 1966 bis 1970 war Alois Glück freier Mitarbeiter bei diversen Rundfunksendern, unter anderem als ständiger freier Mitarbeiter beim Bayerischen Rundfunk. Ende 1970 begann seine politische Laufbahn im Bayerischen Landtag.

### Politische Laufbahn
1970 wurde Alois Glück für die CSU in den Bayerischen Landtag gewählt. Die politischen Schwerpunkte zu Beginn seiner Arbeit lagen in der Sozialpolitik, mit besonderem Blick auf die Behindertenhilfe. Glück hatte im familiären Umfeld schon früh Erfahrungen mit Behinderung gemacht; seine ältere Schwester saß wegen Kinderlähmung im Rollstuhl und sein Sohn ist schwerstbehindert.
Von 1974 bis 1986 war er Vorsitzender des Parlamentsausschusses für Landesentwicklung und Umweltfragen. Unter der Leitung Glücks wurde das CSU-Programm „Umweltpolitik in den 80er Jahren“ sowie das Grundsatzpapier „Fortschritt im Dienste des Lebens – Wege und Ziele der Fortentwicklung der Industriegesellschaft“ erarbeitet. Alois Glück beeinflusste in den 1970er und 1980er Jahren stark die Umweltpolitik der CSU und zählt zu den Pionieren der Umweltpolitik in Deutschland. 1986 berief ihn Franz Josef Strauß zum Staatssekretär im Bayerischen Staatsministerium für Landesentwicklung und Umweltfragen (bis 1988), seit 1988 führte er als Vorsitzender die CSU-Landtagsfraktion und von 1994 bis 2007 den CSU-Bezirksverband Oberbayern. Zudem war er Mitglied im Parteivorstand im Parteipräsidium und Vorsitzender der CSU-Grundsatzkommission bis Herbst 2009. Im Jahr 2003 wurde er zum Landtagspräsidenten des Bayerischen Landtages gewählt. Zur Landtagswahl in Bayern 2008 stand er nicht mehr zur Wahl. Zum Zeitpunkt des Ausscheidens aus dem Landtag war er mit 38 Mandatsjahren der dienstälteste Parlamentarier in Deutschland.
Im März 2011 nach der Nuklearkatastrophe von Fukushima berief Bundeskanzlerin Merkel Glück in eine neu geschaffene Ethikkommission für eine sichere Energieversorgung. Aufgabe dieser Kommission mit 17 Mitgliedern, paritätisch besetzt aus verschiedenen wissenschaftlichen Disziplinen und Vertretern gesellschaftlicher Gruppen, war die Risikobewertung verschiedener energiepolitischer Wege nach ethischen Kriterien. Als Ergebnis der Kommission entstanden Leitgedanken für das Gemeinschaftswerk „Energiezukunft Deutschlands“. Von Juli 2011 bis Oktober 2016 war er auch Mitglied im Rat für Nachhaltige Entwicklung, einem Beratungsgremium der Bundesregierung.
Seine gesamte politische Laufbahn hindurch war Alois Glück ein beharrlicher und hochanerkannter Verfechter einer Politik zur Stärkung der ländlichen Räume als eigenständige Arbeits- und Wohnstandorte. Die von ihm stark geförderte partizipative Dorferneuerung sah er als besonders geeignet an für den Aufbau einer Aktiven Bürgergesellschaft und solidarischen Leistungsgesellschaft. Glück engagierte sich deshalb stark in der Bayerischen Akademie Ländlicher Raum , deren Ehrenmitglied er war.

### Privatleben
Glück war verheiratet und Vater zweier Kinder. Er starb am 26. Februar 2024 im Alter von 84 Jahren in einer Klinik in München. Gewürdigt wurde Glück am 9. März 2024 mit einem Requiem und Trauerstaatsakt im Münchner Liebfrauendom.

### Kirchliches Engagement
Alois Glück gehörte von 1983 bis zu seinem Tod dem Zentralkomitee der deutschen Katholiken (ZdK) an. Am 4. September 2009 nominierte ihn der Hauptausschuss des ZdK für das Amt des Präsidenten, nachdem der ursprünglich gewählte Heinz-Wilhelm Brockmann seine Kandidatur wegen der fehlenden Unterstützung der Deutschen Bischofskonferenz zurückgezogen hatte. Am 20. November 2009 wurde er mit 169 von 189 Stimmen zum Nachfolger von Hans Joachim Meyer gewählt. Er ließ seine Ämter bei dem in Teilen des Episkopats umstrittenen Verein Donum vitae ruhen, blieb aber Mitglied. Seine Amtszeit war von wachsenden Spannungen in der römisch-katholischen Kirche zwischen den Laien und der „Amtskirche“, aber auch generell wachsenden Spannungen zwischen reformorientierten und beharrenden Kräften geprägt. In Reaktion auf die im Januar 2010 aufbrechende Diskussion über sexuellen Missbrauch in der Kirche forderte Glück als Präsident des ZdK mit Nachdruck eine offene und ehrliche Diskussion, bei der vor allem die Erfahrung der Betroffenen im Mittelpunkt stehen müsse. Viele innerkirchliche Debatten waren in der Folgezeit davon geprägt. Als Struktur für eine konstruktive Debatte forcierte Glück einen Dialogprozess zwischen der Bischofskonferenz und den Laienorganisationen.
Alois Glück war Mitglied im Präsidium des Ökumenischen Kirchentags in Berlin 2003 und zusammen mit Eckhard Nagel Präsident des Zweiten Ökumenischen Kirchentags in München 2010. Der Katholikentagsleitung für den 99. Deutschen Katholikentag 2014 in Regensburg gehörte Alois Glück in seiner Funktion als ZdK-Präsident an. Am 22. November 2013 wurde Alois Glück mit einer Mehrheit von 97 % als Präsident des ZdK von der Vollversammlung wiedergewählt. Am 20. November 2015 wurde Thomas Sternberg als sein Nachfolger zum Präsidenten des Zentralkomitees der deutschen Katholiken gewählt.

### Sonstiges Engagement
Alois Glück war Ehrenvorsitzender der Bergwacht Bayern. Von 2002 bis 2014 war er deren Vorsitzender. In dieser Zeit veränderten sich die Bedingungen und die Struktur der Bergrettung durch den vermehrten Einsatz des Hubschraubers und der modernen Kommunikation grundlegend. In dieser Amtszeit errichtete die Bergwacht Bayern in Bad Tölz das Zentrum für Sicherheit und Ausbildung, ein bis heute weltweit einmaliges Trainingszentrum für den Einsatz des Hubschraubers und neuer technischer Entwicklungen der Kommunikation, des Einsatzes von Drohnen in der Vermisstensuche und anderer technischer Entwicklungen.
Glück war Gründungsvorsitzender des Freundeskreises für die Abtei Frauenwörth. Dessen Aufgabe war es, nach dem Umbruch im Schulwesen die wirtschaftlichen Grundlagen für die weitere Existenz der Abtei zu sichern. Schon in der Zeit als Fraktionsvorsitzender und dann als Landtagspräsident unterstützte Glück die Entwicklung der Hospizbewegung. Neben einschlägigem Engagement auf Landes- und Bundesebene entwickelte er die Initiative zur Gründung des „Netzwerk Hospiz Südostbayern“ für die Landkreise Traunstein und Berchtesgadener Land. Ein Team von Fachpflegekräften und Palliativärzten versorgt mittlerweile jährlich etwa 700 Patienten in ihrer letzten Lebensphase (Stand: 2019). Die Entwicklung der Zusammenarbeit verschiedener fachlicher Dienste und Institutionen zu einem gemeinsamen und koordinierten Angebot für schwerstkranke und sterbende Menschen und deren Angehörige wurde 2018 durch den Innovationspreis der Deutschen Hospiz- und PalliativStiftung gewürdigt. Im September 2019 gab er den Vorsitz ab und wurde Ehrenvorsitzender.
Nach dem erfolgreichen Volksbegehren „Artenvielfalt & Naturschönheit in Bayern“ berief Ministerpräsident Markus Söder einen „Runden Tisch“ als gemeinsames Beratungsgremium der Landwirte, des Naturschutzes und anderer Organisationen ein. Unter Vermittlung Glücks fanden ab dem 20. Februar 2019 Treffen von Politikern, Bauernvertretern und Volksbegehren-Initiatoren statt, bei der ein weiterentwickelter Gesetzentwurf erarbeitet werden sollte. In einem intensiven Beratungsprozess wurden Polarisierungen abgebaut und gemeinsame Wege der Verständigung und des Handelns entwickelt. Der „Runde Tisch für mehr Arten- und Naturschutz“ hat am 9. Dezember 2019 auf Anregung von Ministerpräsident Markus Söder seine Arbeit wieder aufgenommen. U. a. sind jetzt Vertreter der kommunalen Spitzenverbände im Fokus, um Handlungsmöglichkeiten der Kommunen zu eruieren.
2006 übernahm Alois Glück als Landtagspräsident die Schirmherrschaft über den Landesverband Bayern des Volksbund Deutsche Kriegsgräberfürsorge e. V.

## Politische Positionen

### Eigenverantwortung der Bürger und Solidarität der Gesellschaft
Von Juli 1999 bis Dezember 2009 war Glück Vorsitzender der Grundsatzkommission der CSU. Als solcher trug er maßgeblich zur Erarbeitung strategischer Positionspapiere der CSU wie „Aktive Bürgergesellschaft“ und „Soziale Marktwirtschaft für das 21. Jahrhundert“ bei. Nach einem zweijährigen Erarbeitungsprozess unter der Federführung Glücks wurde 2007 das neue Grundsatzprogramm „Chancen für alle! In Freiheit und Verantwortung gemeinsam Zukunft gestalten“ verabschiedet. Gesellschaftliches Leitbild darin ist die „solidarische Leistungsgesellschaft“ als Modell, das Eigenverantwortung der Bürger und Solidarität der Gesellschaft miteinander verbindet.

### Zulassung verheirateter Diakone zur Priesterweihe
Vier Tage nach Aufnahme seines neuen Amtes als Vorsitzender des Zentralkomitees der Katholiken sprach sich Glück dafür aus, bewährte verheiratete Diakone mit einer entsprechenden Fortbildung zur Priesterweihe zuzulassen.

### Wiederaufarbeitungsanlage Wackersdorf
Nach der Nuklearkatastrophe von Tschernobyl 1986 vertrat Glück die Position: „Wir können auf Dauer nicht nur auf die Kernenergie setzen.“ Die fürchterlichen Auseinandersetzungen über die atomare Wiederaufarbeitungsanlage Wackersdorf (WAA) belasteten Glück „wie nichts anderes in der Politik“. Glück kam zur Erkenntnis: „Von der Sache her ist das Ding nicht mehr notwendig, weil weltweit weniger gebaut wird, aber auch mehr Uran gefunden wird.“ Glück schrieb sogar einen Brief an Franz Josef Strauß, in dem er darlegte, warum diese Anlage nie in Betrieb gehen wird.

## Ehrungen und Auszeichnungen
- 1979: Bayerischer Verdienstorden
- 1983: Verdienstkreuz am Bande des Verdienstordens der Bundesrepublik Deutschland
- 1988: Verdienstkreuz 1. Klasse des Verdienstordens der Bundesrepublik Deutschland
- 1989: Bayerische Verfassungsmedaille in Gold
- 2005: Ehrenbürgerschaft der Stadt Traunreut
- 2007: Medaille für besondere Verdienste um Bayern in einem Vereinten Europa
- 2008: Ehrenbürgerschaft der Gemeinde Beutelsbach
- 2008: Großes Verdienstkreuz mit Stern des Verdienstordens der Bundesrepublik Deutschland
- 2010: Ehrenpreis des Deutschen Hospiz- und PalliativVerbandes (in der Kategorie ‚Strukturen und Rahmenbedingungen‘)[24]
- Goldener Ehrenring des Landkreises Traunstein
- 2015: Peter-Wust-Preis der Peter-Wust-Gesellschaft und der Theologischen Fakultät Trier
- 2018: Itzel-Preis[25]
- 2019: Komtur des Päpstlichen Gregoriusordens[26]
- 2023: Bayerische Naturschutzmedaille BUND Bayern

## Veröffentlichungen (Auswahl)
- Alois Glück: Warum wir uns ändern müssen: Wege zu einer zukunftsfähigen Kultur. Herbig Verlag, München 2010, ISBN 978-3-7766-2627-8.
- Alois Glück (Hrsg.): Solidarische Leistungsgesellschaft : eine Alternative zu Wohlfahrtsstaat und Ellbogengesellschaft. Freiburg im Breisgau, Basel, Wien: Herder 2006, ISBN 978-3-451-23014-1.
- Alois Glück/Holger Magel (Hrsg.): Das Land hat Zukunft. Neue Perspektiven für die ländlichen Räume. Jehle Verlag, München 1990, ISBN 3-7825-0275-2
- Alois Glück (Hrsg.): Wege zum Bauland. Strategien und Beispiele für die kommunale Praxis. Jehle, München 1994, ISBN 3-7825-0343-0
- Glück/Magel (Hrsg.): Neue Wege in der Kommunalpolitik. Durch eine neue Bürger – und Sozialkultur zur Aktiven Bürgergesellschaft. Jehle, München 2000, ISBN 3-7825-0411-9
- Glück/Magel/Röbke (Hrsg.): Neue Netze des Bürgerschaftlichen Engagements. Stärkung der Familien durch ehrenamtliche Initiativen. Jehle, München 2004, ISBN 3-7825-0470-4